# Fram För Kommunen
Fram För Kommunen (FFK) är ett lokalt politiskt parti som är registrerat för val till kommunfullmäktige i Grästorps kommun. Partiet bildades 1962.

## Valresultat
| År   | Röster | %    | Mandat  |
| ---- | ------ | ---- | ------- |
| 1970 |        | –    | 5 av 39 |
| 1973 |        |      | 6 av 39 |
| 1976 |        |      | 4 av 39 |
| 1979 |        |      | 5 av 39 |
| 1982 | –      | –    | 7 av 39 |
| 1985 | –      | –    | 4 av 39 |
| 1988 | –      | –    | 4 av 39 |
| 1991 | –      | –    | 3 av 31 |
| 1994 | –      | –    | 2 av 31 |
| 1998 | 310    | 8,72 | 3 av 31 |
| 2002 | 164    | 4,74 | 2 av 31 |
| 2006 | 135    | 3,78 | 1 av 31 |